# Hörnan
Hörnan är en sjö i Norrtälje kommun i Uppland och ingår i Broströmmens huvudavrinningsområde. Sjön är 1,5 meter djup, har en yta på 0,0997 kvadratkilometer och är belägen 15,1 meter över havet.

## Delavrinningsområde
Hörnan ingår i det delavrinningsområde (664230-165718) som SMHI kallar för Mynnar i Erken. Medelhöjden är 23 meter över havet och ytan är 4,41 kvadratkilometer. Det finns ett avrinningsområde uppströms, och räknas det in blir den ackumulerade arean 8,89 kvadratkilometer. Vattendraget som avvattnar avrinningsområdet har biflödesordning 2, vilket innebär att vattnet flödar genom totalt 2 vattendrag innan det når havet efter 21 kilometer. Avrinningsområdet består mestadels av skog (50 procent). Avrinningsområdet har 24,01 kvadratkilometer vattenytor vilket ger det en sjöprocent på 36,1 procent. Bebyggelsen i området täcker en yta av 0,83 kvadratkilometer eller 1 procent av avrinningsområdet.